# Malmella nigricollis
Malmella nigricollis är en fjärilsart som beskrevs av Hopp 1927. Malmella nigricollis ingår i släktet Malmella och familjen Megalopygidae. Inga underarter finns listade i Catalogue of Life.